# Cratere Rincon
Rincon  è un cratere sulla superficie di Marte.